# Liniște mortală
Liniște mortală (în original Dead Silence, intitulat inițial Șșt ... și Silence) este un film de groază realizat în anul 2007, regizat de James Wan si scris de Leigh Whannell, creatorii filmului Puzzle mortal (în original Saw). Starurile filmului sunt Ryan Kwanten ca protagonist principal, Jamie Ashen, Judith Roberts ca Mary Shaw, Donnie Wahlberg ca detectivul Jim Lipton, și Amber Valletta ca mama vitregă a lui Jamie.

## Rezumat
Jamie Ashen (Ryan Kwanten) si soția sa, Lisa (Laura Regan), primesc o păpușă misterioasă cu numele "Billy", într-un pachet nemarcat cu nici o adresă. Jamie și Lisa se întreb cine  ar fi putut să trimită păpușa. Lisa iși aminteste apoi o poezie despre o femeie pe nume Mary Shaw:
Jamie nu ia în considerare acest lucru și pleacă pentru a lua cina de la magazin; Jamie revine  și o descoperă pe Lisa cu limba smulsă și pe Billy care stă langă trupul ei. Detectivul Jim Lipton (Donnie Wahlberg) îl consideră suspect pe Jamie, dar nu există nici o dovadă împotriva lui. Jamie se întoarce la apartamentul lui și descoperă că Billy a aparținut lui Mary Shaw (Judith Roberts), un ventriloc din orașul său natal Ravens Fair.
Revenind la oraș pentru înmormântare , el se duce la tatăl său, Edward. Tatăl lui Jamie a suferit un accident vascular cerebral și se află într-un scaun cu rotile. El are o soție nouă, Ella (Amber Valletta), care are grijă de el. Ella îi spune că tatăl lui este un monstru. Jamie părăsește casa. Acesta se duce la cimitirul soției sale. El găsește mormântul lui Mary Shaw și marionetele ei. Marion (Joan Heney), soția lui Henry, un om care se ocupă de funerarii, îl avertizează asupra pericolului de marionete. El își dă seama că ar trebui să îl îngroape în cimitir pe Billy. El face acest lucru, dar în camera sa, o îtâlnește iar  păpușa însoțită de Lipton, neconvins de nevinovăția lui Jamie. Jamie îi spune despre poezie, dar Lipton este sceptic. În dimineața următoare, Jamie îl ia pe Billy de la detectiv, și îl duce la casa lui Henry, care în cele din urmă îi spune despre Mary Shaw.

Secvență din film; Mary Shaw vorbește cu Billy în timpul unui spectacol.

Shaw a fost un ventriloc celebru a cărui ambiție era să facă marioneta perfectă. Într-o noapte la un spectacol, un băiat pe nume Michael Ashen(Steven Taylor), spune că el a putut să vadă buzele ventricolului mișcându-se. Maria respinge repede acest lucru prin prezentarea unui dialog amuzant între ea și păpușă, impresionând intreaga audiență. Michael a dispărut la scurt timp după aceea. Trupul său nu a fost niciodată găsit, iar Shaw a fost acuzată și omorâtă prin tăierea limbii de către membrii Ashen. Ultima ei dorință a fost de a transforma corpul ei într-o marionetă ventriloc și să fie îngropată cu marionetele. Henry, la o vârstă foarte tânără, rătăcit în morga tatălui său  dărâmă sicriul în care se afla Mary Shaw. Corpul lui Shaw a venit la viață și a început să se apropie de Henry. El a supraviețuit pentru că a acoperit gura și nu a țipat; Mary poate ucide victimele ei doar atunci când țipă. 
Jamie investighează teatrul și găsește vestiarul lui Mary Shaw. El descoperă o carte veche cu planuri pentru a face marioneta perfectă. Jamie se confruntă cu tatăl său mai târziu. Tatăl său îi spune că oamenii din familia Ashen au ucis-o pe Mary Shaw forțând-o să țipe și apoi smulgându-i limba. Bărbații implicați au fost apoi uciși unul câte unul. Soțiile lor, copiii, și copiii copiilor au suferit toți aceeași soartă. Tatăl său spune că Mary se va întoarce și pentru Jamie. Lipton sosește și Jamie îi spune că toate marionetele din cimitir lipsesc. Jamie primește un telefon de la Henry, spunându-i să meargă la teatru. Cu detectivul urmărindu-l, Jamie revine la teatru. Cei doi descoperă o cameră ascunsă. Acolo au găsit cadavrul lui Michael Ashen și 100 de marionete plasate pe pereți. Dintr-o dată, una dintre păpuși începe să vorbească cu ei. Păpușa, posedată de Shaw, le spune că vrea să-i liniștească pe cei ce au liniștit-o și că ea a ucis-o pe Lisa, deoarece ea a fost insărcinată. Mary Shaw vrea să omoare absolut toți membrii familiei Ashen.
Mary apare in spatele păpușii; Lipton împușcă păpusa și Shaw dispare. Fantoma apare în celelalte 100 de păpuși. Jamie dă foc la toate păpușile și fuge împreună cu Jim. Deoarece Lipton țipă de groază acesta este ucis. Jamie, cu toate acestea, continuă să urce în sus pe podium. El cade în lacul pe care teatrul a fost construit. Teatrul arde în timp ce Jamie fuge cât mai departe de acesta.
Jamie își dă seama că Billy este singura marionetă rămasă și că singura modalitate de a scăpa de Shaw este să-l distrugă. El merge la Henry. Acolo îl găsește pe bătrân cu limba smulsă. După ce soția lui Henry îi spune că tatăl său a luat păpușa, se întoarce la casa tatălui său pentru a-l distruge pe Billy. Când sosește, Mary Shaw reapare, dar este forțată să se retragă atunci când Jamie îl aruncă  pe Billy în șemineu. Ceva îngrozitor se întâmplă. Jamie își găsește tatăl său așezat în scaunul cu rotile. Tânărul este îngrozit pentru că el descoperă că tatăl său este mort. Acesta avea spatele scobit cu un lemn care îl sprijinea la fel cum aveau toate marionetele. Jamie își dă seama că Ella a fost lăngă tatăl său tot timpul cu mâna în spatele lui. Ella era marioneta perfectă creată de Mary Shaw. În Ella, păpușa perfectă, se afla Mary Shaw. Aceasta stătea față în față cu Jamie. El țipă și Mary Shaw îi ia limba, omorându-l. Așa Mary Shaw a îndeplinit ce voia: i-a omorât pe toți membrii familiei Ashen.

## Scene neevaluate
Multe scene alternative au fost lansate pe DVD neevaluate. Exemple:
- În scene, Mary Shaw folosește limba ei lungă formată la rândul ei din mai multe limbi să sperie victimele. Luându-le limbile, Mary dobândește vocea lor. Mary Shaw îl linge pe Jamie cu limba ei la teatrul distrus. Aceasta este scena neevaluată
- Într-un final alternativ, Ella îl ucide pe Jamie după ce el descoperă că tatăl său a fost o marionetă de-a lungul timpului. Apoi, ea explică faptul că Edward era un soț abuziv. Edward a bătut-o pe scări, și a ucis copilul ei nenăscut. Ella a dezgropat mormântul unde se afla marioneta Billy. Atunci ea a devenit posedată de Mary Shaw.
- Marioneta Billy, de la franciza Saw, își face o apariție scurtă. Păpușa poate fi văzută stând pe podea la scena în care Jamie vorbește cu păpușa clown la teatru.

## Distribuție
- Ryan Kwanten ca Jamie Ashen (protagonist; el încearcă să afle de ce soția lui a fost omorâtă)
- Judith Roberts ca Mary Shaw (fantoma care omoară toți membrii Ashen pentru uciderea ei)
- Donnie Wahlberg ca Detective Jim Lipton (detectivul care crede ca Jamie și-a omorât soția)
- Amber Valletta ca Ella Ashen (soția lui Edward, tatăl lui Jamie;  Ella este păpușa perfectă)
- Bob Gunton ca Edward Ashen (tatăl lui Jamie)
- Michael Fairman ca Henry Walker (bătrânul cae se ocupă de serviciile funerare; la spectacolul lui Mary Shaw, ventrilocul și marioneta i-au ghicit numele)
- Joan Heney ca Marion Walker (soția lui Henry)
- Laura Regan ca Lisa Ashen (soția lui Jamie; ea a fost omorâtă de către Mary Shaw deoarece era însărcinată și ar fi putut duce numele Ashen mai departe)
- Steven Taylor ca Michael Ashen (băiatul care la un spectacol a spus că el poate vedea buzele lui Mary Shaw mișcându-se; el a fost dat dispărut, iar Mary Shaw a fost acuzată și omorâtă de către membrii Ashen)

## Coloana sonoră
Lakeshore Records a lansat coloana sonoră a filmului pe 20 martie 2007. CD-ul conține 31 piese, prima fiind piesa We Sleep Forever, realizată de trupa americană rock, Aiden. Restul CD-ului a fost preluat de Charlie Clouser.

### Lista melodiilor
1. Main Titles [2:56] 
2. Sheet [1:08]
3. Blood [1:41]
4. Apartment [1:28]
5. Raven's Fair [0:59]
6. Dad's House[0:47]
7. Ella [1:29]
8. My Son [1:03]
9. What Poem? [1:31]
10. Caskets [1:57]
11. Motel Hearse [1:22]
12. It Can't Be [1:40]
13. Funeral [0:49]
14. Billy [2:42]
15. Perplexed [1:25]
16. Steal Billy [0:50]
17. Lips Moving [1:57]
18. Coffin [2:16]
19. Photos [1:36]
20. Map Drive [0:49]
21. Guignol [1:57]
22. He Talked [3:06]
23. It's Soup [2:09]
24. Full Tank [1:49]
25. Doll Wall [1:37]
26. All the Dolls [1:07]
27. One Left [0:27]
28. Mary Shaw [0:31]
29. Dummy [1:05]
30. Family Album [0:37]